# Sân bay quốc tế Shiraz
Sân bay quốc tế Shiraz (IATA: SYZ, ICAO: OISS) là một sân bay ở Shiraz, Iran. Đây là sân bay quốc tế chính của tỉnh Fars.
Sân bay này đã được nâng cấp năm 2005.

## Các hãng hàng không và các tuyến điểm
- Air Arabia (Sharjah)
- Gulf Air (Bahrain)
- Iran Aseman Airlines (Dubai, Gheshm, Kuwait, Lamerd, Mashad, Muscat, Tehran-Mehrabad)
- Iran Air (Bahrain, Bandar Abbas, Bandar Lengeh, Doha, Isfahan, Tehran-Mehrabad)
- Iran Air Tours (Abadan, Kish Island, Mashad, Tehran-Mehrabad)
- Jazeera Airways (Kuwait)
- Kish Air (Kish Island)
- Mahan Air (Tehran-Mehrabad)
- Saudi Arabian Airlines (Jeddah theo mùa)
- Turkish Airlines (Istanbul-Atatürk) (bắt đầu năm 2008)